# Eleccions generals malàisies de 2004
El 21 de març de 2004 es van celebrar eleccions generals a Malàisia. Es va votar en les 219 circumscripcions electorals, cadascuna de les quals va elegir a un diputat al Dewan Rakyat, la cambra dominant del Parlament. Van ser les primeres eleccions d'Abdullah Ahmad Badawi com a primer ministre després del seu nomenament en 2003. També es van celebrar eleccions estatals en 505 circumscripcions de dotze dels tretze estats (excepte Sarawak) el mateix dia que Sabah, en el que va suposar la primera elecció paral·lela a la resta de Malàisia peninsular.
La majoria dels candidats que van fer campanya sobre plataformes de temes islàmics van perdre els seus escons. Es tracta d'un canvi significatiu en comparació amb les eleccions anteriors, en les quals, en general, els candidats més «islàmics» tenien més possibilitats de guanyar en el cor malai.